# Vrolijk gezelschap
Vrolijk gezelschap is een schilderij van Judith Leyster uit circa 1629. Ze heeft de vioolspeler ook afgebeeld op de ezel van haar zelfportret uit circa 1630.
De onalledaagse kleding verraadt dat het om vastenavond-vierders gaat. Er is ook een verband gelegd met personages uit de commedia dell'arte, bijvoorbeeld Capitano, maar eerder nog is er een invloed van de clowneske, zingende en dansende zanni, zoals Jacques Callot ze op prenten had vastgelegd. De invloed is echter indirect, want de uitdossing van de Italiaanse komedianten had al in de zestiende eeuw haar weerslag gehad op de carnavalskleding van de Lage Landen.
Hoewel de afmetingen niet identiek zijn, wordt dit werk beschouwd als de pendant van De laatste druppel, waarop een volgende fase van dronkenschap wordt uitgebeeld. De gemoedelijkheid van het eerste schilderij maakt plaats voor een serieuze boodschap, die waarschuwt tegen vraatzucht en gulzigheid. Of zoals Jacob Cats het later verwoordde: "Men moet een paer narreschoenen verslijten, eer men recht wijs wort." Op het schilderij zijn het echter geen narrenschoenen, maar dansschoenen die erop wijzen dat het muzikanten en zangers zijn die de stemming erin moeten brengen.

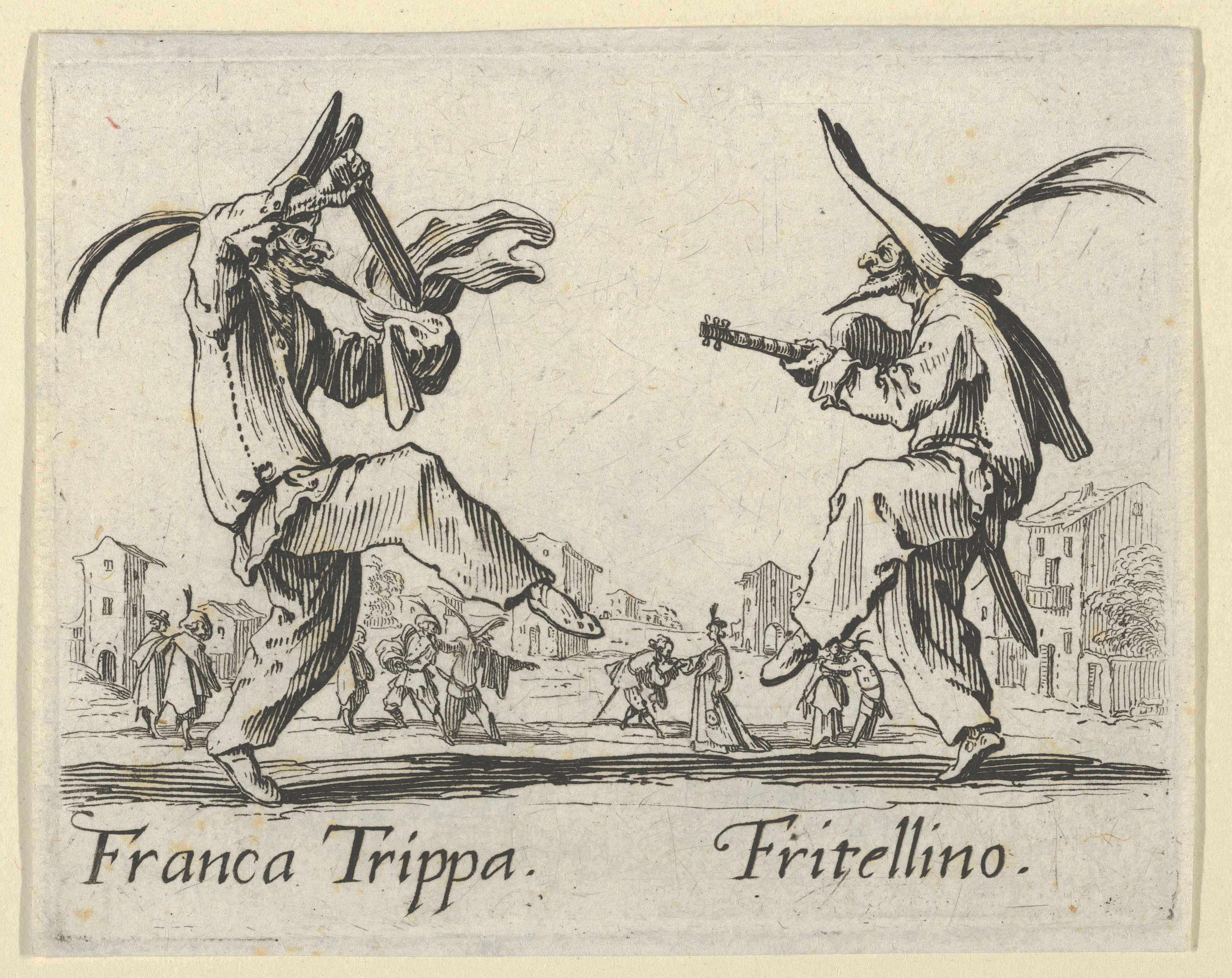
Jacques Callot, Franca Trippa - Fritellino, ca. 1622, Metropolitan Museum of Art

## Herkomst
Het schilderij is in privébezit. Het werd in 1988 bij kunsthandel Robert Noortman gekocht door de zakenman Eric Albada Jelgersma en werd na zijn diens dood in 2018 geveild bij Christie's in Londen voor 1,9 miljoen dollar.